# František Jan Tomsa
František Jan Tomsa, německy Franz Johann Tomsa, (4. října 1753 Mokrý, Všeň – 17. listopadu 1814 Praha) byl český spisovatel a publicista, editor gramatických a lexikografických děl a spisů českých autorů a překladatel z němčiny. Byl významnou osobou Českého národního obrození.

## Život
Studoval filosofii na Filozofické fakultě Univerzity Karlovy v Praze. Po dokončení studií pracoval jako správce skladu školních knih. Již za svého mládí se zúčastňoval shromáždění v tehdejších národních kruzích. Je znám především díky svému úsilí o zpřístupnění všeobecného vzdělání a svou láskou k českému jazyku. Od roku 1778 pracoval v tiskárně normální školy v Praze, nejprve jako corrector et translator, po smrti Antona Elsenwagera v roce 1785 získal postavení ekonomického faktora, pod kterého spadala správa knihoskladu a tiskárny normální školy, kde zůstal do své smrti.
Psal populárně vědecké práce a podle cizích předloh zábavnou literaturu. Jeho zájmem byly též publikace, ve kterých byly vzájemně využívány nové znalosti z přírodních věd a zemědělství. Od roku 1787 publikoval měsíčně spisy pro vzdělávání a zábavu lidu, které patřily k nejvýznamnějším obrozeneckým pracím konce 18. století. Uveřejnil mnoho filosofických prací a zabýval se slovní zásobou češtiny.
Spolupracoval s Josefem Dobrovským a patřil mezi jeho největší obhájce. Zasloužil se také o užívání humanistického písma pro tisk v Čechách, místo v té době užívané německé novogotické fraktury, respektive švabachu. Čeština tištěná antikvou se objevila již ve slabikáři z roku 1775, později v čítankách z roku 1780 a 1797, ovšem všechny tyto texty musely mít spřežkový pravopis, protože v této době ještě nebyl přijat návrh na diakritiku pro humanistické české písmo. Tento problém se Tomsa snažil řešit navrhl ve své době nepříliš úspěšnou reforma pravopisu a grafiky české řeči, kterou poprvé popsal v roce 1788 v práci Uvedení k české dobropísemnosti (první nedochované vydání 1782). Reforma se velmi blížila současné grafice češtiny, Tomsa nahradil všechny spřežky krom ch speciálními písmeny, písmeno j místo pro hlásku í používal pro j, odstranil g s háčkem (ǧ) a písmeno g používal jen pro hlásku g a hlásku u důsledně psal písmenem u, vzhledem k tomu, že hlásku v stále psal písmenem w písmeno v nebylo v jeho abecedě používáno. Právě změna pravopisu hlásek j, g, u se setkala s všeobecným odporem.
Další nemenší problém bylo vlastní opatření typů s diakritikou (akcenty), které nejprve sháněl u českého písmolijce Václava Jana Krabata, ale uspěl až u vídeňského písmolijce Mansfelda, který mu zaslal v roce 1799 akcentovanou antikvu a o rok později i italiku. Tyto typy použil Tomsa poprvé na sazbu svých českých slabikářů, první beletristické dílo celé vytištěné touto antikvou byla Homérova Iliada v překladu Jana Nejedlého.

## Dílo
- Seznam děl v Souborném katalogu ČR, jejichž autorem nebo tématem je František Jan Tomsa
- Bajky a povídačky pro školy, 1777
- Böhmische Sprache, 1782
- Navedení k české dobropísemnosti, 1784
- Elementarbuch der böhmischen, deutschen und lateinischen Sprache, 1784
- Malý německý a český slovník, 1789
- Tomsas Vollständiges Wörterbuch der böhmischen, deutschen und lateinischen Sprache, 1791
- Nešťastné příhody k výstraze nezkušené mládeži, 1794
- Über die Aussprache der čechischen Buchstaben
- Ueber die čechische Rechtschreibung, 1802
- Über die Bedeutung der čechischen Zeitwörter, 1804
- Über die Veränderungen der čechischen Sprache, 1805